# ادوارد آرونز
ادوارد آرونز (انگلیسی: Edward S. Aarons؛ ۱۹۱۶ – ۱۶ ژوئن ۱۹۷۵) یک نویسنده، پدیدآور، و رمان‌نویس اهل ایالات متحده آمریکا بود.